# 万葉軒
万葉軒（まんようけん）は、千葉駅の駅弁業者から発展した、千葉市付近を拠点とする駅弁・仕出し業者の屋号。現在は株式会社リエイの駅弁・弁当事業ブランド「マンヨーケン」となる。
千葉の駅弁の老舗として「トンかつ弁当」「菜の花弁当」など昭和からのロングセラー商品など馴染まれてきた味を現在まで引き継いでいる。
現在の主な販売店舗は、千葉駅構内の「万葉軒（マンヨーケン）」ペリエ千葉エキナカ店である。

## 概要
創業は1928年（昭和3年）で、合資会社として設立。当時国鉄千葉駅は千葉市中央区要町付近だったことから、当時の千葉駅付近の要町で開業。創業後に鉄道駅内での構内立売営業の許可を得て、駅弁の製造販売をはじめた。その後、吟米亭浜屋の駅弁撤退を受け、木更津駅にも進出した。
1993年（平成5年）に株式会社に組織変更。1999年（平成11年）には、JR東日本の子会社である日本レストランエンタプライズ(NRE)と共同で構内販売会社「NRE万葉軒」を立ち上げている。
JR千葉駅やJR千葉みなと駅の構内、稲毛海岸で食堂の営業も行っていたが、駅改修などに伴い閉店し、残った稲毛海岸の「せんげん」も2012年（平成24年）閉店して飲食店経営からは撤退した。
2013年（平成25年）9月5日に第三者割当増資によりリエイの子会社に
、
2014年（平成26年）10月17日に完全子会社となり
、
2015年（平成27年）2月1日にリエイが株式会社万葉軒を吸収合併し
、法人としては消滅した。現在はリエイのフードサービスの駅弁・弁当事業ブランドとして老舗を味を引き継ぎつつ、新たな試みにも挑戦している。コロナ禍には「宅メシ応援団」として千葉県内を中心とした飲食店とマンヨーケンとのコラボレーションによるEC販売を自社オンラインサイト及びマンヨーケン楽天市場店などで展開した。近年では千葉小湊鉄道100周年記念の「菜の花弁当」販売など、地元鉄道とのコラボレーションによる取り組みなども行っている。
同社の関東エリアの食の製造拠点「セントラルキッチン・マンヨーケン」（2018年10月万葉軒千葉工場から名称変更、2020年6月閉鎖）として、駅弁・仕出し弁当の製造・販売の他、企業・法人を対象としたケータリング・デリバリ社食などの製造を担う。前述のセントラルキッチン・マンヨーケン閉鎖後は弁当製造をファブレス化し協力会社での委託生産となる。
駅弁以外にもOEMなどで弁当や、仕出し料理を製造販売しており、千葉マリンスタジアムでの千葉ロッテマリーンズ公式戦では「マリンスタジアム特別弁当」や、中山競馬場でもオリジナル弁当を販売する。過去には、フクダ電子アリーナでのジェフユナイテッド市原・千葉戦では「サポーターズランチボックス」「ジェフランチボール」などのオリジナル弁当

を販売していた。
また、bayfmと共同開発した「力玉手箱」を皮切りに数々の期間限定商品も販売している。近年ではJR東日本千葉支社・bayfmとの共同開発による「ちば元気弁当」がある。かつては小倉優子、奈美悦子など芸能人が監修したものもある。
かつては、常設店舗として万葉軒千葉工場2Fの要売店、そごう千葉店地下1F食品館の売店や東京駅構内「駅弁屋 祭」で駅弁を販売していた。
現在の常設店舗は、千葉駅構内の「万葉軒（マンヨーケン）」ペリエ千葉エキナカ店。その他、JR各駅での臨時売店や百貨店催事、屋外イベントなどでの出店を行っている。また、季節販売として自社ECサイトにておせちの販売も行っている。

## 万葉軒-マンヨーケン駅弁の一例

### トンかつ弁当
発売以来、ずっと変わらぬ味が人気の同社のロングセラー駅弁。白飯の上にソースで味付けをした薄いトンカツを載せた弁当。表記は「とんかつ弁当」でも「トンカツ弁当」でもなく「トンかつ弁当」である。またボリュームアップしたジャンボかつ弁当もある。

### 菜の花弁当
千葉県のシンボルである菜の花をイメージさせる弁当。白ご飯の上に玉子と鶏肉のそぼろを載せたもの。箸休めのあさり串も味のポイントに。

### 万葉弁当
幕の内弁当の定番商品。

### やき肉弁当
白飯の上に甘辛く味付けした豚焼肉を載せた弁当

### 万葉寿司
いなり寿司、太巻き寿司、細巻き寿司（干瓢）、甘酢生姜の詰め合わせ

### やきはま弁當
1940年（昭和15年）販売開始。千葉名物の焼きはまぐりを炊き込みご飯の上に載せたもの。

### 千葉駅名物「やきはま丼」
蛤型をした陶器の中に、焼き蛤の串、蛤の白焼き、煮蛤が炊き込みご飯の上に載っている。以前の「はまぐり丼」（味付けされた煮蛤が十個ほど載ったもの）をリバンプ刷新したもの。
いせ海老で鯛弁当
1998年（平成10年）販売開始。千葉県産品を盛り込んだ弁当を、日本鉄道構内営業中央会が催した第一回駅弁の日記念弁当として、当時の千葉県支部会員5社（万葉軒（千葉）、吟米亭浜屋（木更津）、南総軒（安房鴨川）、いせや（佐倉）、桑原弁当部（成田）が企画したもの。他社の販売終了後も、万葉軒のみ継続販売していた。
バーベQ弁当
木更津駅への進出に伴い、木更津の駅弁として有名だった商品を引きついだものであった。ただし吟米亭浜屋は、駅構外で販売を継続している。
大人の休日シリーズ
JR東日本が企画した高級駅弁ブランド「大人の休日」シリーズ、「大人の休日・大漁万祝」と「大人の休日・下総上総」の二種類。他駅の「大人の休日」シリーズと比べると、値段は半分程度におさえられていた。
勝浦鰹のたたき漬け炙り盛り弁当
2007年（平成19年）秋、JR発足20周年記念弁当として販売開始。10月から3月の季節限定販売。勝浦漁港直送の鰹をたたきにして、表面をあぶり、ご飯の上にのせたもの。